# نيكو لوفلر
نيكو لوفلر (بالألمانية: Nico Löffler)‏ هو لاعب كرة قدم نمساوي في مركز الوسط، ولد في 5 يوليو 1997 في النمسا. شارك مع منتخب النمسا تحت 17 سنة لكرة القدم ومنتخب النمسا تحت 18 سنة لكرة القدم. أما مع النوادي، فقد لعب مع أدميرا فاكر مودلينغ.

## وصلات خارجية
- نيكو لوفلر على موقع قاعدة بيانات كرة القدم.إي يو (الإنجليزية)
- نيكو لوفلر على موقع Soccerway.com (الإنجليزية)
- نيكو لوفلر على موقع عالم كرة القدم.نت (الإنجليزية)